# 이민아 (배우)
이민아(1976년 5월 31일 ~ )는 대한민국의 배우이다.

## 학력
- 서일대학 연극영화과

## 출연작

### 영화
- 《행복의 나라》 (2018년) - 산부인과 의사 역
- 《아버지가방에들어가신다》 (2017년) - 새엄마 역
- 《판타스틱 단편 걸작선 1》 (2017년)
- 《아기와 나》 (2017년) - 청바지녀 역
- 《인터뷰-사죄의 날》 (2016년) - 여주인 역
- 《무전여행》 (2015년)
- 《워킹걸》 (2015년) - 주부 역
- 《코인룸》 (2014년) - 여자 역
- 《춘하추동 로맨스》 (2014년)
- 《거인》 (2014년) - 원장모 역
- 《사랑해! 진영아》 (2013년) - 젊은 박철순 역
- 《뜨거운 안녕》 (2013년) - 하은 모 역
- 《베드》 (2013년) - E 역
- 《마이 리틀 히어로》 (2013년) - 최훈 모 역
- 《사랑의 가위바위보》 (2013년) - 김 여사 역
- 《핫썸머 바캉스》 (2012년)
- 《하울링》 (2012년) - 송민정 역
- 《짐승의 끝》 (2011년) - 승용차여 역
- 《숙명》 (2008년) - 카페 마담 역
- 《진영이》 (2006년) - 엄마 역
- 《생산적 활동》 (2006년) - 주라 역
- 《흡혈형사 나도열》 (2006년) - 경마장 여종업원 역
- 《너는 내 운명》 (2005년) - 윤락가 아가씨 1 역
- 《제니, 주노》 (2005년) - 미시족 1 역
- 《신석기 블루스》 (2004년) - 간호사 2 역
- 《꽃피는 봄이 오면》 (2004년) - 앞차 여 역
- 《그녀 이야기》 (2000년)